# المپیک تابستانی ۲۰۱۲
المپیک تابستانی ۲۰۱۲ (به انگلیسی: 2012 Summer Olympics) که به‌طور رسمی با نام «بازی‌های المپیاد سی‌ام» شناخته می‌شود از ۲۷ ژوئیه تا ۱۲ اوت ۲۰۱۲ (۶ تا ۲۲ مرداد ۱۳۹۱) در شهر لندن در کشور انگلستان برگزار شد. بیش از ۱۰۰۰۰ ورزشکار از ۲۰۴ کشور عضو کمیته المپیک در این رقابت‌ها شرکت کردند.

## انتخاب میزبان
کاندیداها:
1. مادرید-پادشاهی اسپانیا
2. استانبول-ترکیه
3. لایپزیگ-آلمان
4. مسکو-روسیه (برای دومین بار)
5. لندن-بریتانیا (برای سومین بار)
6. پاریس-فرانسه (برای سومین بار)
7. نیویورک-ایالات متحده آمریکا
8. ریو دو ژانیرو-برزیل
9. هاوانا-کوبا

انتخاب: لندن (برای سومین بار)
محل رای‌گیری: سنگاپور
شهر لندن قبلاً در سال‌های ۱۹۰۸ و ۱۹۴۸ میزبان بازی‌های المپیک بوده‌است و بدین ترتیب اولین شهری است که برای سومین بار در تاریخ نوین بازی‌های المپیک، میزبان بازی‌ها می‌شود.
شهر لندن در ۱۱۷امین اجلاس کمیته بین‌المللی المپیک در تاریخ ۶ ژوئیه ۲۰۰۵ که در کشور سنگاپور برگزار شد پس از رقابت با شهرهای مادرید، مسکو، نیویورک و پاریس پس از چهار دور رأی‌گیری به عنوان میزبان این دوره از بازی‌های المپیک انتخاب شد.
المپیک لندن در ۲۶ رشته ورزشی برگزار شد که با توجه به حذف بیسبال و سافت‌بال دو رشته کمتر از المپیک ۲۰۰۸ پکن بود. بریتانیا بیشترین مدال را پس از المپیک ۱۹۰۸ لندن در این دوره کسب کرد و در رتبه سوم جدول مدال‌ها پس از آمریکا و چین قرار گرفت. مایکل فلپس شناگر آمریکایی پرمدال‌ترین ورزشکار تاریخ المپیک شد و یوسین بولت جامائیکایی هم نخستین شخصی شد که در دو دوره پیاپی المپیک در هر سه ماده دو سرعت (۱۰۰ متر، ۲۰۰ متر و ۴ در ۱۰۰ متر) صاحب مدال طلا شد.
کشورهای عربستان، قطر و برونئی برای نخستین بار ورزش‌کاران زن خود را به این دوره از مسابقات اعزام کردند تا تمام اعضای کمیته بین‌المللی المپیک حداقل در یک دوره المپیک ورزشکار زن هم به مسابقات اعزام کرده باشند. بوکس زنان هم برای نخستین بار در ۳ وزن وارد برنامه مسابقات شد تا ورزشکاران زن برای اوّلین بار امکان شرکت در تمام رشته‌های ورزشی را داشته باشند. حدود ۴۵ درصد از ۱۰۵۰۰ ورزشکار این دوره زن بودند و ورزشکاران زن آمریکا و روسیه برای نخستین بار مدال‌های بیشتری نسبت به مردان به دست آوردند. دیوید و هیلی چپمن نخستین پدر و دختری بودند که در کنار یکدیگر در مسابقات المپیک شرکت کردند و هر دو نیز در رشته تیراندازی با تپانچه از فاصله ۲۵ متر مسابقه دادند. هیروشی هوکتسو سوارکار ژاپنی رشتهٔ درساژ سالمندترین ورزشکار مسابقات بود. او نخستین المپیک خود را ۴۸ سال پیش در توکیو تجربه کرده بود.

## ایران در المپیک ۲۰۱۲
ایران با ۷ مدال طلا و مجموع ۱۳ مدال؛ توانست رتبهٔ ۱۲ جهان را به‌دست‌آورد . ایران ابتدا با ۵ طلا، ۵ نقره و ۳ برنز با رتبهٔ هفدهمی به کار خود پایان داده بود اما سازمان جهانی مبارزه با دوپینگ در طول هفت سال پس از اتمام مسابقات، دوپینگ بسیاری از مدال‌آوران را آشکار کرد. نشان آنان پس گرفته به ورزشکارانی که مقام‌های پایین‌تر داشتند، داده شد.
پس از مشخص شدن دوپینگ برخی ورزشکاران، ایران در جدول مدال‌ها صعود کرد تا این‌که در سال ۲۰۱۹ آخرین تست‌های مثبت دوپینگ مدال‌آوران باز هم به نفع ورزشکاران ایران رقم خورد. سرانجام با اعلام نتایج قطعی کمیته بین‌المللی المپیک، ایران پس از گذشت هفت سال با کسب ۷ مدال طلا، ۵ نقره و یک برنز و با مجموع ۱۳ مدال به مقام دوازدهمی المپیک رسید.

## مراسم افتتاحیه

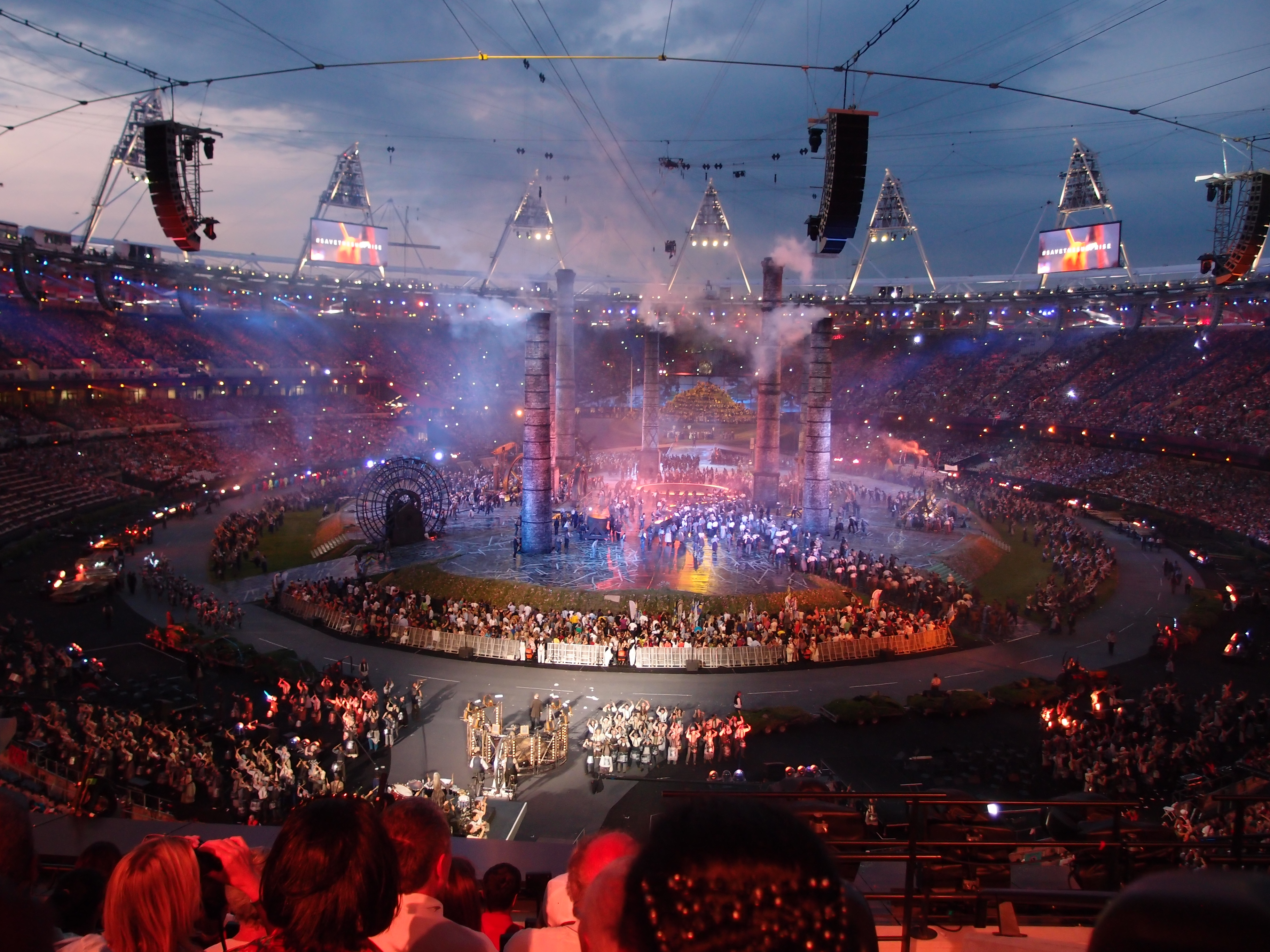
مراسم افتتاحیه المپیک ۲۰۱۲ لندن

مراسم افتتاحیه، روز جمعه ۶ مرداد، ساعت ۱۹:۳۰ به وقت محلی و ساعت ۰۰:۳۰ به وقت ایران در استادیوم المپیک برگزار شد. دنی بویل کارگردان برنده اسکار، مدیر هنری افتتاحیه المپیک لندن را بر عهده داشت، در فوریه ۲۰۱۲ میلادی الیزابت دوم و شاهزاده فیلیپ، دوک ادینبرا برای افتتاح مراسم دعوت و برگزیده شدند.

## حاشیه‌ها
در تاریخ ۱ مارس ۲۰۱۱ میلادی، کمیته ملی المپیک جمهوری اسلامی ایران با تهدید به کناره‌گیری از بازی‌های المپیک لندن، رسماً به لوگوی بازی‌های المپیک تابستانی لندن اعتراض کرده و خواستار حذف آن شد. محمد علی‌آبادی رئیس کمیته ملی المپیک ایران مدعی‌ست که مدارکی در اختیار دارد که نشان می‌دهد که طراحان این لوگو، وابستگان به «سازمان‌های صهیونیستی و فراماسونری» هستند. وی همچنین مدعی شد که لوگوی کنونی که نشان‌گر عدد ۲۰۱۲ است، با استفاده از عبارت zion (صهیون) طرّاحی شده‌است.

## بازی‌ها

### کشورهای شرکت کننده
| - آرژانتین (۱۳۷) - آروبا (۴) - آفریقای جنوبی (۱۲۵) - آلبانی (۱۱) - آلمان (۳۹۱) - آندورا (۶) - آنگولا (۳۴) - اتریش (۷۰) - اتیوپی (۳۵) - اردن (۹) - ارمنستان (۲۵) - اروگوئه (۲۹) - اریتره (۱۲) - ازبکستان - اسپانیا (۲۸۲) - استرالیا (۴۱۰) - استونی (۳۴) - اسرائیل (۳۸) - اسلواکی (۴۶) - اسلوونی (۶۵) - افغانستان - اکوادور (۳۶) - الجزایر - السالوادور (۱۰) - امارات متحده عربی - اندونزی - اوکراین (۲۴۰) - اوگاندا - ایالات فدرال میکرونزی (۶) - ایالات متحده آمریکا (۵۳۰) - ایتالیا (۲۸۴) - ایران (۵۳) - ایسلند (۲۷) - باهاما (۲۳) - باربادوس - بحرین - برزیل (۲۵۹) - برمودا (۸) - برونئی - بوروندی - بریتانیای کبیر (۵۴۲) - بلاروس - بلژیک (۱۱۵) - بلغارستان (۶۳) - بلیز - بنگلادش - بنین - بوتسوانا (۶) - بورکینافاسو - بوسنی و هرزگوین (۶) - بولیوی (۵) - پاپوآ گینه نو (۸) - بوتان - پاراگوئه (۸) - پاکستان - پالائو - پاناما (۷) - پرتغال (۷۵) - پرو (۱۶) - پورتوریکو (۲۴) - تاجیکستان - تانزانیا - تایلند - ترکمنستان (۱۰) - ترکیه (۱۱۴) - ترینیداد و توباگو (۳۱) | - توگو - تونگا - تونس - تووالو - تیمور شرقی - جامائیکا (۵۰) - جزایر سلیمان (۴) - جزایر کوک (۸) - جزایر کیمن - جزایر مارشال (۴) - جزایر ویرجین بریتانیا - جزایر ویرجین - جمهوری آذربایجان - جمهوری آفریقای مرکزی - ایرلند (۶۵) - جمهوری چک (۱۳۳) - جمهوری دموکراتیک کنگو - جمهوری دومینیکن (۳۵) - جمهوری کنگو - جیبوتی - چاد - چین - چین تایپه (۴۴) - دانمارک - دومینیکا - رواندا - رومانی (۱۰۳) - روسیه (۴۳۶) - زامبیا - زیمبابوه - ژاپن - فلسطین - فیلیپین (۱۱) - لهستان (۲۱۷) - ساموآی آمریکا - کامبوج - کامرون - کانادا (۲۷۷) - کیپ ورد - شیلی - کلمبیا (۱۰۴) - کومور - کاستاریکا - ساحل عاج - کرواسی (۱۰۸) - کوبا - قبرس - مصر (۱۱۲) - فیجی (۹) - فنلاند - فرانسه - گابن - گامبیا - گرجستان - غنا - یونان (۱۰۵) - گرنادا (۶) - گوآم (۸) - گواتمالا (۱۹) - گینه - گینه بیسائو - گویان (۶) - هائیتی - هندوراس (۲۷) - هنگ کنگ (۴۲) - مجارستان (۱۵۸) - شرکت‌کنندگان مستقل المپیک | - هند (۸۱) - عراق - قزاقستان - کنیا - کیریباتی - کره شمالی - کره جنوبی (۲۴۵) - کویت - قرقیزستان (۱۴) - لائوس - لتونی (۴۶) - لبنان - لسوتو (۵) - لیبریا - لیبی - لیختن‌اشتاین - لیتوانی (۶۳) - لوکزامبورگ (۱۰) - مقدونیه (۴) - ماداگاسکار - مالاوی - مالزی - مالدیو - مالی - مالت - مکزیک (۱۰۲) - موریس - مولداوی - موناکو (۶) - مغولستان - مونته‌نگرو (۳۳) - مراکش - موزامبیک - میانمار - نامیبیا (۹) - نائورو - نپال - هلند (۱۷۸) - نیوزیلند (۱۸۵) - نیکاراگوئه - نیجر - نیجریه - نروژ (۶۴) - عمان - قطر - سنت کیتس و نویس - سنت لوسیا - سنت وینسنت و گرنادین‌ها - ساموآ - سان مارینو - عربستان سعودی - سنگال - صربستان (۱۱۵) - سیشل - سیرالئون - سنگاپور - سومالی - سری‌لانکا (۷) - سودان - سورینام - سوازیلند - سوئد - سوئیس (۱۰۲) - سوریه - وانواتو - ونزوئلا (۶۹) - ویتنام (۱۸) - یمن |

### رشته‌های ورزشی
| \| - ورزش‌های آبی - شیرجه (8) - شنا (34) - شنای موزون (2) - واترپلو (2) - تیراندازی با کمان (4) - دو و میدانی (47) - بدمینتون (5) - بسکتبال (2) - بوکس (13) \| - قایقرانی - اسپرینت (12) - اسلالوم (4) - دوچرخه‌سواری - بی‌ام‌اکس (2) - کوهستان(2) - جاده (4) - پیست (10) - سوارکاری - درساژ (2) - ایونتینگ (2) - پرش (2) \| - شمشیربازی (10) - هاکی روی چمن (2) - فوتبال (2) - ژیمناستیک - هنری (14) - ریتمیک (2) - ترامپولین (2) - هندبال (2) - جودو (14) - پنج‌گانه مدرن (2) - روئینگ (14) - قایقرانی بادبانی (10) \| - تیراندازی (15) - تنیس روی میز (4) - تکواندو (8) - تنیس (5) - ورزش سه‌گانه (2) - والیبال - والیبال (2) - والیبال ساحلی (2) - وزنه‌برداری (15) - کشتی - آزاد (11) - فرنگی (7) \| | | | |
| - ورزش‌های آبی - شیرجه (8) - شنا (34) - شنای موزون (2) - واترپلو (2) - تیراندازی با کمان (4) - دو و میدانی (47) - بدمینتون (5) - بسکتبال (2) - بوکس (13) | - قایقرانی - اسپرینت (12) - اسلالوم (4) - دوچرخه‌سواری - بی‌ام‌اکس (2) - کوهستان(2) - جاده (4) - پیست (10) - سوارکاری - درساژ (2) - ایونتینگ (2) - پرش (2) | - شمشیربازی (10) - هاکی روی چمن (2) - فوتبال (2) - ژیمناستیک - هنری (14) - ریتمیک (2) - ترامپولین (2) - هندبال (2) - جودو (14) - پنج‌گانه مدرن (2) - روئینگ (14) - قایقرانی بادبانی (10) | - تیراندازی (15) - تنیس روی میز (4) - تکواندو (8) - تنیس (5) - ورزش سه‌گانه (2) - والیبال - والیبال (2) - والیبال ساحلی (2) - وزنه‌برداری (15) - کشتی - آزاد (11) - فرنگی (7) |

### تقویم بازی‌ها
برنامه رسمی اعلام شده بازی‌ها در تاریخ ۱۵ فوریه ۲۰۱۱
| اف | مراسم افتتاحیه | ● | مسابقات | ۱ | مسابقات فینال | اخ | مراسم اختتامیه |

| ژوئیه / اوت       | ۲۵ چ | ۲۶ پ | ۲۷ ج | ۲۸ ش | ۲۹ ی | ۳۰ د | ۳۱ س | ۱ چ | ۲ پ | ۳ ج | ۴ ش | ۵ ی | ۶ د | ۷ س | ۸ چ | ۹ پ | ۱۰ ج | ۱۱ ش | ۱۲ ی | مسابقات |
| ----------------- | ---- | ---- | ---- | ---- | ---- | ---- | ---- | --- | --- | --- | --- | --- | --- | --- | --- | --- | ---- | ---- | ---- | ------- |
| مراسم             |      |      | اف   |      |      |      |      |     |     |     |     |     |     |     |     |     |      |      | اخ   |         |
| تیراندازی با کمان |      |      | ●    | ۱    | ۱    | ●    | ●    | ●   | ۱   | ۱   |     |     |     |     |     |     |      |      |      | ۴       |
| دو و میدانی       |      |      |      |      |      |      |      |     |     | ۲   | ۵   | ۷   | ۵   | ۴   | ۴   | ۵   | ۶    | ۸    | ۱    | ۴۷      |
| بدمینتون          |      |      |      | ●    | ●    | ●    | ●    | ●   | ●   | ۱   | ۲   | ۲   |     |     |     |     |      |      |      | ۵       |
| بسکتبال           |      |      |      | ●    | ●    | ●    | ●    | ●   | ●   | ●   | ●   | ●   | ●   | ●   | ●   | ●   | ●    | ۱    | ۱    | ۲       |
| بوکس              |      |      |      | ●    | ●    | ●    | ●    | ●   | ●   | ●   | ●   | ●   | ●   | ●   | ●   | ۳   | ●    | ۵    | ۵    | ۱۳      |
| قایق‌رانی          |      |      |      |      | ●    | ●    | ۱    | ۱   | ۲   |     |     |     | ●   | ●   | ۴   | ۴   | ●    | ۴    |      | ۱۶      |
| دوچرخه‌سواری       |      |      |      | ۱    | ۱    |      |      | ۲   | ۲   | ۲   | ۱   | ۱   | ۱   | ۳   | ●   | ●   | ۲    | ۱    | ۱    | ۱۸      |
| شیرجه             |      |      |      |      | ۱    | ۱    | ۱    | ۱   |     | ●   | ●   | ۱   | ●   | ۱   | ●   | ۱   | ●    | ۱    |      | ۸       |
| اسب‌سواری          |      |      |      | ●    | ●    | ●    | ۲    |     | ●   | ●   | ●   | ●   | ۱   | ۱   | ۲   |     |      |      |      | ۶       |
| شمشیربازی         |      |      |      | ۱    | ۱    | ۱    | ۱    | ۲   | ۱   | ۱   | ۱   | ۱   |     |     |     |     |      |      |      | ۱۰      |
| هاکی روی چمن      |      |      |      |      | ●    | ●    | ●    | ●   | ●   | ●   | ●   | ●   | ●   | ●   | ●   | ●   | ۱    | ۱    |      | ۲       |
| فوتبال            | ●    | ●    |      | ●    | ●    |      | ●    | ●   |     | ●   | ●   |     | ●   | ●   |     | ۱   | ●    | ۱    |      | ۲       |
| ژیمناستیک         |      |      |      | ●    | ●    | ۱    | ۱    | ۱   | ۱   | ۱   | ۱   | ۳   | ۳   | ۴   |     | ●   | ●    | ۱    | ۱    | ۱۸      |
| هندبال            |      |      |      | ●    | ●    | ●    | ●    | ●   | ●   | ●   | ●   | ●   | ●   | ●   | ●   | ●   | ●    | ۱    | ۱    | ۲       |
| جودو              |      |      |      | ۲    | ۲    | ۲    | ۲    | ۲   | ۲   | ۲   |     |     |     |     |     |     |      |      |      | ۱۴      |
| پنج‌گانه مدرن      |      |      |      |      |      |      |      |     |     |     |     |     |     |     |     |     |      | ۱    | ۱    | ۲       |
| روئینگ            |      |      |      | ●    | ●    | ●    | ●    | ۳   | ۳   | ۴   | ۴   |     |     |     |     |     |      |      |      | ۱۴      |
| قایقرانی بادبانی  |      |      |      |      | ●    | ●    | ●    | ●   | ●   | ●   | ●   | ۲   | ۲   | ۲   | ۱   | ۱   | ۱    | ۱    |      | ۱۰      |
| تیراندازی         |      |      |      | ۲    | ۲    | ۱    | ۱    | ۱   | ۱   | ۲   | ۲   | ۱   | ۲   |     |     |     |      |      |      | ۱۵      |
| شنا               |      |      |      | ۴    | ۴    | ۴    | ۴    | ۴   | ۴   | ۴   | ۴   |     |     |     |     | ۱   | ۱    |      |      | ۳۴      |
| شنای موزون        |      |      |      |      |      |      |      |     |     |     |     | ●   | ●   | ۱   |     | ●   | ۱    |      |      | ۲       |
| تنیس روی میز      |      |      |      | ●    | ●    | ●    | ●    | ۱   | ۱   | ●   | ●   | ●   | ●   | ۱   | ۱   |     |      |      |      | ۴       |
| تکواندو           |      |      |      |      |      |      |      |     |     |     |     |     |     |     | ۲   | ۲   | ۲    | ۲    |      | ۸       |
| تنیس              |      |      |      | ●    | ●    | ●    | ●    | ●   | ●   | ●   | ۲   | ۳   |     |     |     |     |      |      |      | ۵       |
| ورزش سه‌گانه       |      |      |      |      |      |      |      |     |     |     | ۱   |     |     | ۱   |     |     |      |      |      | ۲       |
| والیبال           |      |      |      | ●    | ●    | ●    | ●    | ●   | ●   | ●   | ●   | ●   | ●   | ●   | ۱   | ۱   | ●    | ۱    | ۱    | ۴       |
| واترپلو           |      |      |      |      | ●    | ●    | ●    | ●   | ●   | ●   | ●   | ●   | ●   | ●   | ●   | ۱   | ●    |      | ۱    | ۲       |
| وزنه‌برداری        |      |      |      | ۱    | ۲    | ۲    | ۲    | ۲   |     | ۲   | ۱   | ۱   | ۱   | ۱   |     |     |      |      |      | ۱۵      |
| کشتی              |      |      |      |      |      |      |      |     |     |     |     | ۲   | ۳   | ۲   | ۲   | ۲   | ۲    | ۳    | ۲    | ۱۸      |
| مجموع بازی‌ها      |      |      |      | ۱۲   | ۱۴   | ۱۲   | ۱۵   | ۲۰  | ۱۸  | ۲۲  | ۲۵  | ۲۳  | ۱۸  | ۲۱  | ۱۷  | ۲۲  | ۱۶   | ۳۲   | ۱۵   | ۳۰۲     |
| مجموع تجمعی       |      |      |      | ۱۲   | ۲۶   | ۳۸   | ۵۳   | ۷۳  | ۹۱  | ۱۱۳ | ۱۳۸ | ۱۶۱ | ۱۷۹ | ۲۰۰ | ۲۱۷ | ۲۳۹ | ۲۵۵  | ۲۸۷  | ۳۰۲  |         |
| ژوئیه / اوت       | ۲۵ چ | ۲۶ پ | ۲۷ ج | ۲۸ ش | ۲۹ ی | ۳۰ د | ۳۱ س | ۱ چ | ۲ پ | ۳ ج | ۴ ش | ۵ ی | ۶ د | ۷ س | ۸ چ | ۹ پ | ۱۰ ج | ۱۱ ش | ۱۲ ی | مسابقات |

## جدول مدال‌ها
| رتبه  | NOC                       | طلا | نقره | برنز | مجموع |
| ۱     | ایالات متحده آمریکا (USA) | ۴۶  | ۲۸   | ۲۹   | ۱۰۳   |
| ۲     | چین (CHN)                 | ۳۸  | ۳۱   | ۲۲   | ۹۱    |
| ۳     | بریتانیای کبیر (GBR)*     | ۲۹  | ۱۷   | ۱۹   | ۶۵    |
| ۴     | روسیه (RUS)               | ۲۰  | ۲۰   | ۳۰   | ۷۰    |
| ۵     | کره جنوبی (KOR)           | ۱۳  | ۹    | ۸    | ۳۰    |
| ۶     | آلمان (GER)               | ۱۱  | ۲۰   | ۱۳   | ۴۴    |
| ۷     | فرانسه (FRA)              | ۱۱  | ۱۱   | ۱۳   | ۳۵    |
| ۸     | استرالیا (AUS)            | ۸   | ۱۵   | ۱۲   | ۳۵    |
| ۹     | ایتالیا (ITA)             | ۸   | ۹    | ۱۱   | ۲۸    |
| ۱۰    | مجارستان (HUN)            | ۸   | ۴    | ۶    | ۱۸    |
| ۱۱    | ژاپن (JPN)                | ۷   | ۱۴   | ۱۷   | ۳۸    |
| ۱۲    | ایران (IRI)               | ۷   | ۵    | ۱    | ۱۳    |
| ۱۳    | هلند (NED)                | ۶   | ۶    | ۸    | ۲۰    |
| ۱۴    | اوکراین (UKR)             | ۶   | ۴    | ۱۰   | ۲۰    |
| ۱۵    | نیوزیلند (NZL)            | ۶   | ۲    | ۵    | ۱۳    |
| ۱۶    | کوبا (CUB)                | ۵   | ۳    | ۷    | ۱۵    |
| ۱۷    | اسپانیا (ESP)             | ۴   | ۱۰   | ۴    | ۱۸    |
| ۱۸    | جامائیکا (JAM)            | ۴   | ۵    | ۳    | ۱۲    |
| ۱۹    | جمهوری چک (CZE)           | ۴   | ۳    | ۴    | ۱۱    |
| ۲۰    | آفریقای جنوبی (RSA)       | ۴   | ۱    | ۱    | ۶     |
| ۲۱    | کره شمالی (PRK)           | ۴   | ۰    | ۲    | ۶     |
| ۲۲    | برزیل (BRA)               | ۳   | ۵    | ۹    | ۱۷    |
| ۲۳    | اتیوپی (ETH)              | ۳   | ۲    | ۳    | ۸     |
| ۲۴    | لهستان (POL)              | ۳   | ۱    | ۷    | ۱۱    |
| ۲۵    | قزاقستان (KAZ)            | ۳   | ۱    | ۶    | ۱۰    |
| ۲۶    | کرواسی (CRO)              | ۳   | ۱    | ۲    | ۶     |
| ۲۷    | کانادا (CAN)              | ۲   | ۵    | ۱۱   | ۱۸    |
| ۲۸    | بلاروس (BLR)              | ۲   | ۵    | ۳    | ۱۰    |
| ۲۹    | رومانی (ROU)              | ۲   | ۵    | ۲    | ۹     |
| ۳۰    | کنیا (KEN)                | ۲   | ۴    | ۶    | ۱۲    |
| ۳۱    | دانمارک (DEN)             | ۲   | ۴    | ۳    | ۹     |
| ۳۲    | جمهوری آذربایجان (AZE)    | ۲   | ۲    | ۶    | ۱۰    |
| ۳۳    | سوئیس (SUI)               | ۲   | ۲    | ۰    | ۴     |
| ۳۴    | لیتوانی (LTU)             | ۲   | ۱    | ۲    | ۵     |
| ۳۵    | نروژ (NOR)                | ۲   | ۱    | ۱    | ۴     |
| ۳۶    | تونس (TUN)                | ۲   | ۰    | ۱    | ۳     |
| ۳۷    | سوئد (SWE)                | ۱   | ۴    | ۳    | ۸     |
| ۳۸    | کلمبیا (COL)              | ۱   | ۳    | ۴    | ۸     |
| ۳۸    | مکزیک (MEX)               | ۱   | ۳    | ۴    | ۸     |
| ۴۰    | گرجستان (GEO)             | ۱   | ۳    | ۳    | ۷     |
| ۴۱    | ایرلند (IRL)              | ۱   | ۱    | ۴    | ۶     |
| ۴۲    | آرژانتین (ARG)            | ۱   | ۱    | ۲    | ۴     |
| ۴۲    | صربستان (SRB)             | ۱   | ۱    | ۲    | ۴     |
| ۴۲    | اسلوونی (SLO)             | ۱   | ۱    | ۲    | ۴     |
| ۴۵    | ترینیداد و توباگو (TRI)   | ۱   | ۱    | ۲    | ۴     |
| ۴۶    | ترکیه (TUR)               | ۱   | ۱    | ۱    | ۳     |
| ۴۷    | جمهوری دومینیکن (DOM)     | ۱   | ۱    | ۰    | ۲     |
| ۴۸    | ازبکستان (UZB)            | ۱   | ۰    | ۲    | ۳     |
| ۴۹    | لتونی (LAT)               | ۱   | ۰    | ۱    | ۲     |
| ۴۹    | چین تایپه (TPE)           | ۱   | ۰    | ۱    | ۲     |
| ۵۱    | الجزایر (ALG)             | ۱   | ۰    | ۰    | ۱     |
| ۵۱    | باهاما (BAH)              | ۱   | ۰    | ۰    | ۱     |
| ۵۱    | بحرین (BRN)               | ۱   | ۰    | ۰    | ۱     |
| ۵۱    | گرنادا (GRN)              | ۱   | ۰    | ۰    | ۱     |
| ۵۱    | اوگاندا (UGA)             | ۱   | ۰    | ۰    | ۱     |
| ۵۱    | ونزوئلا (VEN)             | ۱   | ۰    | ۰    | ۱     |
| ۵۷    | مصر (EGY)                 | ۰   | ۳    | ۱    | ۴     |
| ۵۸    | هند (IND)                 | ۰   | ۲    | ۴    | ۶     |
| ۵۹    | مغولستان (MGL)            | ۰   | ۲    | ۳    | ۵     |
| ۶۰    | تایلند (THA)              | ۰   | ۲    | ۲    | ۴     |
| ۶۱    | بلغارستان (BUL)           | ۰   | ۲    | ۱    | ۳     |
| ۶۱    | فنلاند (FIN)              | ۰   | ۲    | ۱    | ۳     |
| ۶۱    | اندونزی (INA)             | ۰   | ۲    | ۱    | ۳     |
| ۶۴    | اسلواکی (SVK)             | ۰   | ۱    | ۳    | ۴     |
| ۶۵    | بلژیک (BEL)               | ۰   | ۱    | ۲    | ۳     |
| ۶۶    | ارمنستان (ARM)            | ۰   | ۱    | ۱    | ۲     |
| ۶۶    | استونی (EST)              | ۰   | ۱    | ۱    | ۲     |
| ۶۶    | مالزی (MAS)               | ۰   | ۱    | ۱    | ۲     |
| ۶۶    | پورتوریکو (PUR)           | ۰   | ۱    | ۱    | ۲     |
| ۷۰    | بوتسوانا (BOT)            | ۰   | ۱    | ۰    | ۱     |
| ۷۰    | قبرس (CYP)                | ۰   | ۱    | ۰    | ۱     |
| ۷۰    | گابن (GAB)                | ۰   | ۱    | ۰    | ۱     |
| ۷۰    | گواتمالا (GUA)            | ۰   | ۱    | ۰    | ۱     |
| ۷۰    | مونته‌نگرو (MNE)           | ۰   | ۱    | ۰    | ۱     |
| ۷۰    | پرتغال (POR)              | ۰   | ۱    | ۰    | ۱     |
| ۷۶    | یونان (GRE)               | ۰   | ۰    | ۲    | ۲     |
| ۷۶    | قطر (QAT)                 | ۰   | ۰    | ۲    | ۲     |
| ۷۶    | سنگاپور (SIN)             | ۰   | ۰    | ۲    | ۲     |
| ۷۹    | افغانستان (AFG)           | ۰   | ۰    | ۱    | ۱     |
| ۷۹    | هنگ کنگ (HKG)             | ۰   | ۰    | ۱    | ۱     |
| ۷۹    | کامرون (CMR)              | ۰   | ۰    | ۱    | ۱     |
| ۷۹    | عربستان سعودی (KSA)       | ۰   | ۰    | ۱    | ۱     |
| ۷۹    | کویت (KUW)                | ۰   | ۰    | ۱    | ۱     |
| ۷۹    | مراکش (MAR)               | ۰   | ۰    | ۱    | ۱     |
| ۷۹    | تاجیکستان (TJK)           | ۰   | ۰    | ۱    | ۱     |
| –     | مولداوی (MDA)             | ۰   | ۰    | ۰    | ۰     |
| مجموع | مجموع                     | ۳۰۲ | ۳۰۴  | ۳۵۴  | ۹۶۰   |